# اکبر رنجبرزاده
علی‌اکبر رنجبرزاده (زادهٔ ۱۳۴۴ اسدآباد) سیاستمدار ایرانی است که به‌عنوان نماینده حوزه انتخابیه اسدآباد از استان همدان در دوره دوازدهم مجلس شورای اسلامی فعالیت می‌کند. وی پیش‌تر نیز نماینده همین حوزه انتخابیه در دوره‌های هشتم و دهم مجلس بوده‌است.

## زندگی
رنجبرزاده در سال ۱۳۴۴ در اسدآباد ( روستای حبشی بخش پیرسلمان) استان همدان متولد شد. وی تحصیلات‌ خود را در اسدآباد آغاز کرد و دیپلم خود را در رشته علوم تجربی اخذ کرد. سپس وارد دانشگاه همدان شد تا در رشته پزشکی تحصیل کند. رنجبرزاده چندین ماه در جنگ ایران و عراق حضور داشت و بردارش به علت صدمات شیمیایی حاصل از جنگ کشته شد.

## فعالیت سیاسی
رنجبرزاده در انتخابات مجلس هشتم، برای اولین بار با حمایت قاطع اصلاح طلبان به مجلس راه یافت.  در  ۱۱ اسفند ۱۴۰۲،  رنجبرزاده در انتخابات مجلس دوازدهم به مجلس شورای اسلامی راه پیدا کرد.
با بازشماری مجدد آرای دبیران هیات رئیسه مجلس دوازدهم، ترکیب دبیران هیات رئیسه تغییر کرد و عباس پاپی‌زاده جایگزین اکبر رنجبرزاده شد.[https://www.isna.ir/amp/1403030906502/]

## مواضع سیاسی
دکتر اکبر رنجبرزاده دارای نگرش و ایدئولوژی خاصی نبوده در هر دوره بنا به منفعت شخصی به احزاب و جناح های مختلف گرایش داشته است.

## حواشی
به گزارش ایسنا، این عضو هیات رییسه مجلس روز چهارشنبه‌ ۲۳ اسفند ماه و در جریان شمارش آرای استیضاح وزیر جهاد کشاورزی، تذکر کتبی نمایندها را قرائت کرد و در این میان نام موزه «لوور» را چند بار به اشتباه تلفظ کرد که همین امر حواشی زیادی را در شبکه‌های اجتماعی به دنبال داشت.
https://www.isna.ir/amp/96122614326/
رنجبرزاده نه تنها از جمله حامیان زنان در مجلس شناخته نمی‌شود بلکه از جمله مخالفان اشتغال زنان است. او خواهان توجه زنان به نیازهای عاطفی فرزندان و بنیان‌های خانوادگی است و می‌گوید: «به همان اندازه که زنان برای کسب موقعیت‌های اقتصادی در خارج از منزل تلاش می‌کنند با این کار ده‌ها بلکه صدها برابر بیشتر به کانون خانواده، مردان و آینده فرزندان‌شان ضربه می‌زنند.» او معتقد است جامعه باید به سمتی حرکت کند که مردان، پاسخگوی نیاز معیشت خانواده و زنان منبع تامین نیازهای فکری و عاطفی فرزند و همسران‌شان باشند و می‌گوید: « تقسیم کاری که اسلام ۱۴۰۰ سال قبل بین زن و مرد داشته تقسیم درستی بوده که حالا و پس از سال‌ها کار کردن، اکثریت قریب به اتفاق زنان ایرانی به انحاء مختلف خواستار بازگشت به خانه هستند. اصلا این تفکر، تفکر غربی است که معتقد به حضور پا به پای زنان با مردان در عرصه‌های اجتماعی است. البته جوامع غربی نیز معضل و نابسامانی‌های روانی ناشی از نابودی کانون خانواده و غرق شدن در بی‌تفاوتی و بی‌عاطفگی را به خوبی درک کرده‌اند اما از احیای این بنای ویران عاجز و ناتوان هستند.» این نماینده مجلس خواستار در اولویت قرار داشتن مردان در مساله اشتغال است.
رنجبرزاده در مجلس هشتم از جمله موافقان طرح جنجالی ممنوعیت استفاده از روش‌های کنترل جمعیت بود. او در خصوص موافقت خود با طرح ممنوعیت کنترل جمعیت می‌گوید: «باید بپذیریم که مسلمان هستیم و در چهار چوب دستورهای اسلامی وظیفه داریم [برای افزایش جمعیت مسلمانان] اقدامی انجام دهیم.»
او خواستار افزایش یارانه خانواده‌هایی است که بیش از دو فرزند دارند و این سیاست را راه چاره مبارزه با کاهش جمعیت می داند.